# Willem van Malmesbury

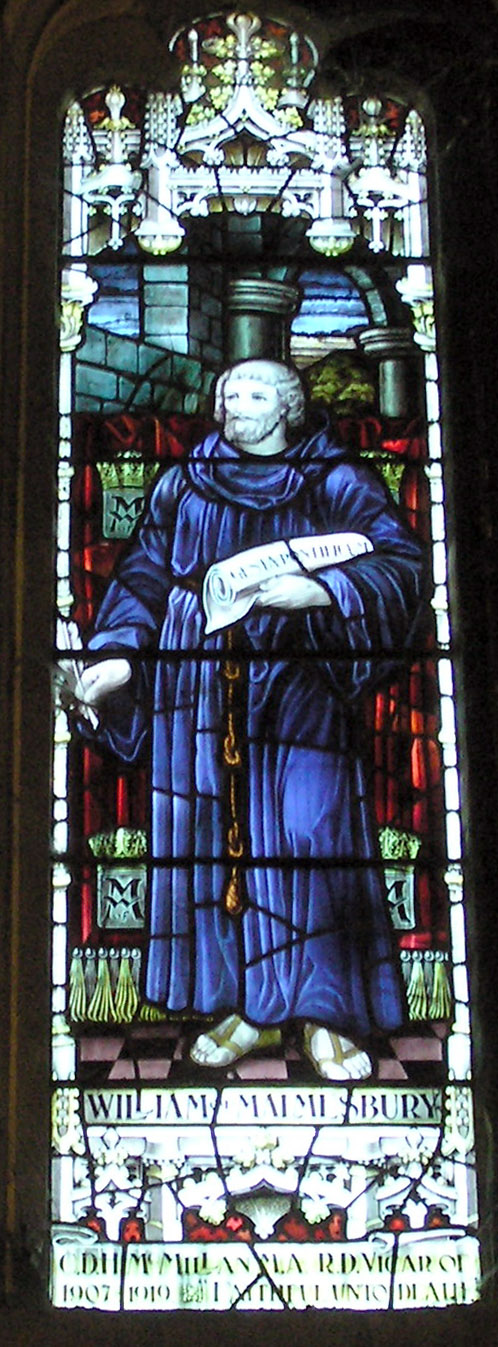
Glas-in-loodraam dat Willem van Malmesbury laat zien. Het raam werd in 1928 in de abdij van Malmesbury aangebracht ter nagedachtenis aan kanunnik C.D.H. McMillan, vicaris van Malmesbury van 1907 tot 1919.

Willem van Malmesbury (Engels: William of Malmesbury; Latijn: Gulielmus Malmesburiensis; Wiltshire, tussen 1080 en 1095 - rond 1143) was een twaalfde-eeuws Engels historicus en kroniekschrijver. 
Zijn vader was Normandisch en zijn moeder Engels. Zijn volwassen leven bracht hij als monnik door in de abdij van Malmesbury in het Engelse Wiltshire.

## Biografie
Het onderwijs dat Willem in de abdij van Malmesbury ontving bestond uit een klein beetje logica en natuurfilosofie; moraalfilosofie en geschiedenis waren de onderwerpen die zijn grootste interesse hadden. In de loop van zijn studies legde hij een verzameling aan van middeleeuwse geschiedenissen, wat hem inspireerde tot een populaire beschrijving van de Engelse geschiedenis naar het voorbeeld van de Historia ecclesiastica gentis Anglorum (Kerkgeschiedenis van het Engelse volk) van de eerbiedwaardige Beda. Willems duidelijke respect voor Beda blijkt in het voorwoord van zijn Gesta Regum Anglorum , waar hij uiting geeft aan zijn bewondering voor Beda.